# たっくーTVれいでぃお
たっくー （1995年〈平成7年〉12月25日 - ）は、日本の男性YouTuber。また、「たっくーTVれいでぃお」（たっくーティーヴィーれいでぃお）とは、たっくーが開設したYouTubeチャンネルである。
本名は澤村拓（さわむら たく）。YouTube上では澤村拓亨（さわむら　たくと）で活動している。血液型はA型。愛称はチンフェ、たっくーさん、ちん子、たくちゃん。調理師免許保有。
また、この項目では同者が運営する農業ブランド、KENブランドについても解説する。

## 来歴
- YouTuberとして活動を始める以前は、お笑い芸人として活動していた。しかし、過激な芸風によりなかなか売れず、マネージャーからYouTuberへの転身を勧められ、YouTubeを始める[8]。

- 2016年 (平成28年)
  - 10月29日 : YouTubeチャンネル「たっくーTV」を開設。当時は商品レビュー、やってみた動画などといった内容が多数だったが、思うように登録者が伸びなかった。

- 2017年 (平成29年)
  - 8月 : サブチャンネルとして「たっくーTVれいでぃお」を開設する[8][9]。後にたっくーTVれいでぃおがメインチャンネルとなる。この頃からラジオのような動画スタイルが定着。
  - 12月2日 : メインチャンネル「たっくーTVれいでぃお」のチャンネル登録者数が10万人を突破。

- 2018年 (平成30年) 
  - 10月17日 : メインチャンネル「たっくーTVれいでぃお」のチャンネル登録者数が50万人を突破。

- 2019年 (平成31年・令和元年)
  - 2月20日 : サブチャンネル「たっくーTV」のチャンネル登録者数が10万人を突破。
  - 4月8日 :「たっくーTVげーみんぐ」と「KENブランド」を開設。ゲーム実況や、農業、料理といった動画の投稿も始める[10]。Twitterでも、ゲーム専用のアカウントが設立される。
  - 5月6日 : 若い女性が大阪駅ビルから飛び降り自殺をした事件をうけ、動画内で自殺に対する自身の思いを明かした。また、Twitterに相談窓口のアカウントを作成し本人が1通1通答えている[11][12]。
  - 12月3日 :  相方、コウディー（元ツルクコウダイ）とお笑いコンビ「オーキードーキー」を再結成。M-1グランプリへの挑戦を動画内で明かした[13][14]。

- 2020年 (令和2年)
  - 6月30日までにコウディーのTwitterフォロワー数が2万人に満たない、もしくは「たっくーTV」のチャンネル登録者が20万人を超えない場合はコウディーが活動引退することを条件に同チャンネルにて動画投稿も始まったが、チャンネル登録者の条件を満たすことができず、同日をもって再び解散した[15]。
  - 9月22日 : メインチャンネル「たっくーTVれいでぃお」のチャンネル登録者数が100万人を突破。これに伴い、解散した元相方のコウディーが復活。「オーキードーキー」としてコウディーとたっくーが視聴者から寄せられた話題をもとに話すトーク動画がたっくーTVに投稿された。

- 2021年 (令和3年)
  - 12月25日 : 伊良コーラ渋谷店の1日店長を務める。

- 2022年（令和4年）
  - 3月6日：相方、コウディーとの3度目の解散をYoutube上で発表した。

- 2023年（令和5年）
  - 10月30日 : メインチャンネル「たっくーTVれいでぃお」のチャンネル登録者数が200万人を突破[16]。

- 2024年（令和6年）
  - 8月13日 : 『稲川淳二の怪談グランプリ リターンズ 2024』で優勝[17]。
- 2025年　(令和7年)
- 4月4日　T-1グランプリ開催

## 成績
- 稲川淳二の怪談グランプリ 優勝：1回（2024年）[18]

## 人物
- 少年時代は非常に貧しい家庭で、我慢し続けたネガティブな少年時代を送っていた[8]。

- 視聴者からたびたびイジりや嫌がらせを受けるが、本人は「まったく何もないですね。」と意に介していない。子供のころからイジられキャラだったという本人は、「イジってくるってことは向こうは警戒してないってことじゃないですか。普通知らない相手だと気を遣うじゃないですか」と、ポジティブな考えに向かせやすい性格が目立つ[8]。しかし、毎晩ラジオを聞いたり、自分の過去動画を見返したり、勉強も欠かさない勉強熱心な性格も持ち合わせている[8]。

- 視聴者からは「チンフェ」などといった卑猥なあだ名で親しまれているが、本人は意に介していない様子[8]。

- 社会貢献にも積極的で、自殺相談に真摯に返信したり[11]、農業に取り組んだり、動画内[注 2]で「学校を建てたい」という夢も語った、いわゆる「社会派YouTuber」の顔も持つ[8]。

## 不祥事

### 編集担当者の不適切性行為問題とその対応
2020年8月に、運営する各チャンネルに登場していた編集担当者のひとりが、当時未成年であった交際相手に対し適切でない行為に及んでいたことが発覚。一連の騒動について自身のTwitterで『教育が行き届いていなかった』ことを謝罪するとともに、当人が出演していた動画はすべて削除し、所属先であった株式会社カラフルコネクトからも解雇したことを報告。業務関係は解消したものの、今後もいち個人として指導を継続していくこともあわせて表明した。

## 出演

### テレビ番組
- アサデス。（2018年11月8日、九州朝日放送）[21][22][23]
- 初耳怪談 FIRST TAKE（2022年1月2日、テレビ大阪）[24]
- たっくー&ナナフシギのツイ跡!都市伝説（2022年11月14日 - 2023年9月13日、CBCテレビ）[25]

### インターネットテレビ
- ぱちタウンTV（2019年9月2日、DMM.com）[26]

## KENブランド
KENブランド（けんブランド）は、たっくー（たっくーTVれいでぃお）と山口県の農家が運営する農業チャンネル、およびブランドである。このチャンネルは、山口県の農家と協力し、農業を発展させようというプロジェクトで立ち上がったブランドである。
動画では、農家の協力のもと、栽培から収穫、料理まで行っている。
2020年8月の編集担当者の不祥事を受け、出演していた動画が削除され、その後の投稿も停止している。